# 清水勝則
清水 勝則（しみず かつのり、1950年6月29日 - ）は、日本のアニメーション音響監督、日本語吹替演出家。北海道出身。ザック・プロモーションの代表取締役である。

## 参加作品
※特記のない限り全て音響監督としての参加

### テレビアニメ
1982年
- 逆転イッパツマン（録音ディレクター）

1983年
- イタダキマン（録音ディレクター）
- 特装機兵ドルバック
- 未来警察ウラシマン（録音ディレクター）

1984年
- OKAWARI-BOY スターザンS（録音ディレクター）
- よろしくメカドック（録音ディレクター）

1985年
- 昭和アホ草紙あかぬけ一番!（録音ディレクター）
- 炎のアルペンローゼ ジュディ&ランディ（録音ディレクター）

1986年
- 生徒諸君!心に緑のネッカチーフを
- 光の伝説（録音ディレクター）
- マシンロボ クロノスの大逆襲

1987年
- 赤い光弾ジリオン（録音ディレクター）
- マシンロボ ぶっちぎりバトルハッカーズ

1988年
- 超音戦士ボーグマン（録音監督）

1989年
- 青いブリンク（録音監督）
- まじかるハット

1990年
- からくり剣豪伝ムサシロード
- ふしぎの海のナディア

1991年
- 魔法のプリンセス ミンキーモモ

1994年
- とっても!ラッキーマン

1995年
- ふしぎ遊戯

1996年
- はじめ人間ゴン

1997年
- マッハGoGoGo

2000年
- タイムボカン2000 怪盗きらめきマン

2001年
- Cosmic Baton Girl コメットさん☆

2003年
- マーメイドメロディー ぴちぴちピッチ

2004年
- エルフェンリート
- マーメイドメロディー ぴちぴちピッチ ピュア

2005年
- だめっこどうぶつ

2006年
- 鬼公子炎魔
- 女子高生 GIRL'S-HIGH

2007年
- 一騎当千 Dragon Destiny

2008年
- 一騎当千 Great Guardians
- ヤッターマン（第2作）

2009年
- テガミバチ

2010年
- 一騎当千 XTREME XECUTOR
- ソ・ラ・ノ・ヲ・ト
- テガミバチ REVERSE

2011年
- 君と僕。

2012年
- 君と僕。2
- はぐれ勇者の鬼畜美学

2013年
- 世界でいちばん強くなりたい!

2014年
- ウィザード・バリスターズ 弁魔士セシル

2015年
- ISUCA
- すべてがFになる THE PERFECT INSIDER

2016年
- 侍霊演武:将星乱
- ツキウタ。 THE ANIMATION
- にゃんぼー!

2018年
- うちのウッチョパス
- citrus
- 魔法少女 俺

2019年
- 約束のネバーランド

2020年
- 新サクラ大戦 the Animation

### 劇場アニメ
1986年
- GREY デジタル・ターゲット

1990年
- 愛と剣のキャメロット まんが家マリナ タイムスリップ事件

1993年
- 蒼い記憶 満蒙開拓と少年たち

1997年
- 幕末のスパシーボ

1999年
- ハッピーバースデー 命かがやく瞬間

2001年
- いのちの地球 ダイオキシンの夏

2002年
- アテルイ
- 夢かける高原 清里の父 ポール・ラッシュ

2003年
- もも子、かえるの歌がきこえるよ。

2004年
- ハードル

2005年
- ガラスのうさぎ

2007年
- 大ちゃん、だいすき。

2008年
- パッテンライ!! 〜南の島の水ものがたり〜

2009年
- 劇場版 ヤッターマン 新ヤッターメカ大集合! オモチャの国で大決戦だコロン!

2012年
- しらんぷり

2015年
- 氷川丸ものがたり

### OVA
1987年
- たいまんぶるうす 清水直人編
- 魔境外伝レディウス

1988年
- 麻雀飛翔伝 哭きの竜
- レイナ剣狼伝説

1989年
- 寒月一凍悪霊斬り
- 力王 RIKI-OH 等括地獄

1990年
- 力王 RIKI-OH VIOLENCE2 滅びの子
- ライトニングトラップ レイナ&ライカ

1991年
- ザ・学園超女隊

1998年
- 刻の大地 〜花の王国の魔女〜

1999年
- 思春期美少女合体ロボ ジーマイン

2005年
- I"s Pure

2008年
- KITE LIBERATOR
- 絶対衝激 〜PLATONIC HEART〜

2009年
- 電波的な彼女

2012年
- 一騎当千 集鍔闘士血風録
- コープスパーティー Missing Footage
- 一発必中!! デバンダー

2013年
- コープスパーティー Tortured Souls -暴虐された魂の呪叫-

2015年
- 一騎当千 Extravaganza Epoch

2017年
- 立山砂防・土砂との闘い〜世界に誇る防災遺産〜

### 日本語版演出
- L.A.コンフィデンシャル ※ビデオ版。DVD収録
- グラスハウス ※テレビ朝日版
- クロウ/飛翔伝説 ※テレビ東京版
- 処刑ライダー ※テレビ版
- スーパーマリオ 魔界帝国の女神 ※ビデオ版、日本テレビ版共
- 成龍拳 ※TBS版
- セブン (映画) ※テレビ朝日版
- ダークエンジェル (映画) ※ビデオ版。DVD収録
- デッドコースター ※テレビ東京版
- デルタフォース2 ※テレビ版
- ハート・ブルー ※ビデオ版、日本テレビ版共。ビデオ版はDVD収録
- ファイナル・デスティネーション ※テレビ朝日版
- ブレイド ※ビデオ版。DVD収録
- 炎の大捜査線 ※ビデオ版。DVD収録
- ユージュアル・サスペクツ ※テレビ東京版
- 幽幻道士 ※TBS版。ビデオ、DVD収録
- 幽幻道士2 ※TBS版。ビデオ、DVD収録
- ラストサマー ※テレビ朝日版
- ラストサマー2 ※テレビ朝日版
- 乱気流/タービュランス ※テレビ版
- デーヴ ※ソフト版
- ディアボロス/悪魔の扉 ※ソフト版。日本テレビ版
- ディボーシング・ジャック
- 愛人/ラマン ※ソフト版
- 山猫は眠らない2 狙撃手の掟 ※テレビ東京版
- 山猫は眠らない3 決別の照準 ※テレビ東京版
- 野獣教師 ※フジテレビ版

### ドラマCD
- 黒の騎士（演出）